# Фолар
Фолар је назив за средњовјековни бакарни новац, коришћен за свакодневни ситни пазар и потребе. Сребрни динар је вриједио 24-30 фолара. У Закону цара Душана и владарским хрисовуљама, дажбине и казне се одређују и у стоци (воловима и овновима) због новчане сиромашности (недостатка „ситног“ новца). Стари обичај размјењивања се практиковао у ситној трговини, на жупском сеоском подручју, по трговима и подграђима тврђава. Овакав начин трговине, као и форсирање сребрног динара, утицао је на емитовање мало бакарног новца. Владари су подстицали ковање новца веће вриједности, сребрног динара, који се преко трговаца, поред кованог сребра (продаваног на литре) највише извозио у иностранство. Друга је ситуација била у приморским градовима, гдје је била развијена „трговина на мало“ (локална трговина). Бар, Котор, Будва, Улцињ и Скадар су под српским краљевима имали одређену аутономију, па им је за локалне потребе дозвољено ковање искључиво бакарног новца, фолара. Највише сачуваног новца (посебно которског, гдје је кован најчешће и најдуже) црногорских приморских градова има у музејским збиркама: Сплита, Загреба, Осијека и Београда. Нешто примјерака се налази на Цетињу, у Улцињу, Бару и Котору. И Дубровчани су поред грошева (ковани од 1325) и мезалина (медијанина) увели фоларе, за потребе локалне трговине, крајем XV вијека. Сачувани су и врло ријетки примјерци бакарног новца, који није био фолар, већ (по већини аутора) ондашњи фалсификати редовно кованог сребрног новца (млетачких матапана, српских и дубровачких динара). То су бакарни примјерци постојећих сребрних врста новца, а неки још увијек носе трагове посребравања.

## Которски фолар
Добро утврђени град Котор је још у држави Зети био највећи и најзначајнији трговачки и финансијски центар, а бакарни фолар је, по неким ауторима, кован још у XI вијеку. Најстарији познат нам которски фолар је био са ликом светог Трипуна, заштитника града (у усправном положају) са крстом и цвијетом љиљана у десној руци (на реверсу је градска кула и натпис: „Civitas Catari“). (Лик Светог Трипуна је на свим которским новцима, више или мање измијењен, без обзира ко је имао власт над градом) За Немањића, на которском бакарном новцу је лик Светог Трипуна (са крстом при грудима и палмином гранчицом) а у лијевој земаљски шар са крстом. На реверсу: лик владара из династије Немањића на пријестолу, са жезлом и крином у десној и глобусом у лијевој руци. Исписи су, на реверсу: „IMPERATOR STEFANUS“ или „UROSIUS“, а на аверсу: „S.TRIFON KATAREN“. Познато је да је од свих црногорских приморских градова ковао најдуже и највише бакарног, али (послије Немањића) и сребрног новца. Ковао је новац и под Угарском краљевином (1371—1378) као и Краљевином Босном Твртка Првог (1385. до 1391) а под Млетачком републиком ковница у Котору је радила од 1433. до 1640. године.

## Фолари града Бара
Прва од познатих нам врста барских фолара има само словне ознаке: на аверсу слово „G“ (представља име: „Georgius“ - Свети Ђорђе, као заштитник града) а реверсу „A“ (представља:Antibar“). На аверсу друге врсте је представа Светог Ђорђа, на коњу, како убија аждају и натпис : „S.GEORGIUS“. На реверсу је светац у одори, са натписом „ANTIVAR“. Има варијанти са убијањем аждаје на обије стране новца, са разним варијантама исписа: „ANTIBAR“, „ANTI-VAR“ и „TIB-AR“.

## Улцињски фолари
Сачувани су примјерци три врсте фолара града Улциња. На аверсу једне врсте бакарних новаца града фигура је цара са круном на глави, жезлом и земљаним шаром у рукама (са лијеве стране лав у ходу). Исписан је и натпис „VRO(S)IUS“. На реверсу је богородица (заштитница града) и натпис „SC(MA)RIA“. Код друге двије врсте постоји разлика на аверсима (на реверсу су увијек са прикази Богородице, са Исусом, или без њега). На другој врсти улцињских фолара, на аверсу је и „божје јагње“, које ногом придржава барјак са три крака и крстом на врху, уз натпис: „М.(монета) DE DULCIGNO“. А трећој врсти бакарног новца, на аверсу је градска тврђава и натпис: „CIVI(tas)DULCIGNI“.

## Фолари града Свача
Град Свач (Шас) се налазио на обали шаског језера (залеђе Улциња) и некада је био сједиште епископије. На аверсу његовог бакарног новца је лик Светог Јована Крститеља (заштитник града) а на реверсу градска тврђава и натпис: „SOVACII CIVITAS“.